# 八之尻村
八之尻村（はちのしりむら）は山梨県西八代郡にあった村。現在の市川三郷町八之尻にあたる。

## 歴史
- 1889年（明治22年）7月1日 - 町村制の施行により、近世以来の八ノ尻村が単独で自治体を形成して八之尻村が発足。
- 1942年（昭和17年）7月1日 - 豊和村・羽鹿島村と合併して大同村が発足。同日八之尻村廃止。
- 1956年（昭和31年）9月30日 - 大同村のうち旧村域が市川大門町に編入。
- 2005年（平成17年）10月1日 - 市川大門町が三珠町・六郷町と合併して市川三郷町が発足。